# Fallen Angels (pel·lícula)
Duoluo Tianshi (墮落天使), comercialitzada internacionalment com Fallen Angels, és una pel·lícula de ficció criminal i comèdia dramàtica neo-noir de Hong Kong del 1995 escrita i dirigida per Wong Kar-wai. Presenta dues històries entrellaçades: una explica la història d'un sicari que vol abandonar l'inframón criminal (Leon Lai), la prostituta amb la qual comença una relació (Karen Mok) i el seu agent, que és enamorat d'ell (Michelle Reis). L'altra història és d'un mut ex-condemnat fugint de la policia (Takeshi Kaneshiro) i una dona mentalment inestable abandonada pel seu xicot (Charlie Yeung). Ambientada el 1995 a Hong Kong britànic, Fallen Angels explora la solitud dels personatges, la seva alienació de les situacions que els envolten i l'anhel de connexions en una ciutat agitada.
Wong va escriure inicialment Fallen Angels com la tercera història de la seva pel·lícula anterior, Chungking Express (1994), però les va dividir en dues pel·lícules separades a causa de la seva durada acumulada. Similar a Chungking Express, Fallen Angels presenta una narració fragmentada que emfatitza l'estat d'ànim i l'atmosfera per sobre de l'estructura. Mentre que el seu predecessor incorpora colors brillants durant el dia, Fallen Angels consisteix en escenes rodades exclusivament a la nit i utilitzant colors més foscos juntament amb neons brillants. Wong va considerar que les dues pel·lícules eren homòlegs complementaris que exploraven la Hong Kong contemporània. El director de fotografia Christopher Doyle va utilitzar àmpliament la lent gran angular per distorsionar les cares dels personatges a la pantalla, transmetent el seu aïllament del món circumdant. Doyle també crea tensió distorsionada en escenes de violència extrema amb imatges frenètiques i desenfocades. La banda sonora utilitza àmpliament cançons trip hop i pop per transmetre l'estat d'ànim i mantenir un "entorn urbà" que juga amb la cultura popular.
Fallen Angels es va estrenar el setembre de 1995. Quan es va estrenar, els crítics de cinema van comentar que els seus estils s'assemblaven als desplegats a Chungking Express; molts es van queixar que Wong s'havia tornat autoindulgent, encara que a mesura que passava el temps els crítics van començar a apreciar més la pel·lícula. Als 15ns Hong Kong Film Awards de 1996, va guanyar tres premis: Millor actriu secundària per Mok, Millor fotografia per Doyle i Millor banda sonora original per Roel A. Garcia i Frankie Chan. Retrospectivament, els crítics van comentar que, tot i que Fallen Angels no va ser tan innovadora com la seva predecessora, va continuar sent una de les pel·lícules més captivadores de Wong, consolidant els seus estils característics. L'estil abstracte i poc convencional de la pel·lícula, el context en què es va fer i el seu ús de pastitx i intertextualitat tant pel que fa a la cultura popular com a la seva predecessora Chungking Express han portat a la pel·lícula. que es descriu com una pel·lícula postmoderna i que suggereix una lectura postmoderna.
Des de la seva estrena, la pel·lícula ha comptat amb un gran nombre de seguidors de culte i també és l'última pel·lícula que Wong va rodar completament a la seva Hong Kong natal abans d'embarcar-se en produccions internacionals més ambicioses.

## Argument
La pel·lícula es compon de dues línies argumentals que s'entrecreuen al llarg de les pel·lícules, especialment quan alguns dels personatges es troben al mateix lloc al mateix temps, fusionant-se al final de la pel·lícula. Les dues històries tenen lloc l'any 1995 al Hong Kong britànic.
La primera trama s'obre amb el monòleg intern d'un sicari anomenat Wong Chi-ming (Leon Lai) i una dona a la qual anomena la seva "parella" (Michelle Reis). Els dos estan asseguts l'un al costat de l'altre a la primera escena, una escena coberta de fum i un filtre granulat en blanc i negre. Intercanvien unes quantes paraules mentre fumen cigarrets, cosa que suggereix que els dos comparteixen una relació distant i poc emocional. Després que el sicari digui les seves línies en resposta a la pregunta de la parella ("Encara som socis?") Suggerint a la seva resposta "Els socis no haurien d'estar emocionalment implicats els uns amb els altres", l'escena interromp la història.
Des del principi, es fa obvi que la parella, tot i ser socis comercials durant gairebé tres anys ("155 setmanes"), gairebé no es coneixen i rarament es veuen, intercanviant els seus plans d'assassinats a través de cartes i faxos. Sembla que els dos han acordat mantenir una relació estrictament professional, tant si són els veritables desitjos d'ambdós o no. Malgrat això, l'assistent del sicari, una dona vestida de manera provocativa amb faldilles/vestits curts de PVC, mitges de reixeta i tiretes, osses de mà de luxe i sabates de taló que creen la impressió que és una prostituta o un assistent al club en lloc de l'ajudant d'un sicari, neteja l'apartament del sicari a prop de les vies del tren, compra els seus queviures i li envia per fax els plànols dels llocs on ha de cometre els seus assassinats. Obsessionada amb Wong d'una manera romàntica i enamorada de la seva naturalesa misteriosa, fins i tot neteja les seves escombraries, intentant saber quin tipus de persona és. Està molt clar que ha desenvolupat sentiments per ell malgrat la seva insistència a seguir amb el negoci. Aquest enfocament sense emocions de l'assassinat per contracte funciona bé per als dos en la seva primera matança de la nit, passant sense problemes. No obstant això, a l'autobús es troba amb algú que el reconeix des d'una època més innocent, un vell company de classe alegre anomenat Ah-Hoi que està a punt de casar-se. Wong apunta amb ironia en la veu en off: "Encara que siguis un assassí, encara tens companys de l'escola primària al voltant". El vell company de classe intenta vendre-li una pòlissa d'assegurança, però el sicari no en la contracta i li recorda que no tindria ningú a qui nomenar com a beneficiari; això li recorda que viu una existència totalment solitària, viatjant d'un lloc a l'altre, en una relació que no funciona amb la seva assistent, participant en l'assassinat per contracte.
Wong, un sicari que treballa per a diferents clients, sembla que no li importen gaire les conseqüències dels seus fets sagnants i fins i tot suggereix la seva falta de planificació com a motiu pel seu gaudi de l'assassinat per contracte, suggerint això també com un motiu del seu " soci". Com que la seva "parella" es queda sola, freqüenta el bar al qual va només per seure al seu seient i somiar desperta amb ell. Després de tocar una peça de música a la màquina de discos del bar, l'assistent del sicari i el seu somiar despert amb Wong la fan masturbar-se al llit de l'apartament per intentar alleujar la seva frustració sexual en no veure'l. Després, l'assistent del sicari es troba amb Ho Chi-mo, un ex-convicte mut que fuig de la policia (Takeshi Kaneshiro) al seu edifici d'apartaments, la densa i caòtica Chungking Mansions. (Aquesta trobada es parla a la secció "Segona història"). Durant el segon assassinat de la nit, el sicari i el seu assistent van posar més emocions a la feina, deambulant per la zona d'una manera que suggereix que s'estan buscant. La feina té èxit, però es tradueix en un embolic sagnant i Wong es lesiona el braç en el procés.
Cada cop més frustrat per la vida monòtona i inútil de l'assassinat per contracte després de la seva trobada amb el seu antic company de classe, així com per la manca de lliure albir, Wong considera posar fi a la seva carrera com a sicari. No obstant això, vol no molestar la seva parella, i per això dues setmanes després d'haver estat ferit, demana veure la seva ajudant, però no apareix davant la seva visible molestia. Segur que en un parell de dies apareixerà al bar a buscar-lo, demana al cambrer que deixi una peça de música al Jukebox "Forget Him" (忘記他)  amb el número "1818". La lletra d'aquesta cançó li diu que s'oblidi del sicari, com ell desitja que faci. Després d'escoltar la música al jukebox, entenent per la lletra que el sicari vol que s'oblidi d'ella, l'assistent del sicari té el cor trencat i plora sol al costat del bar. Mentrestant, Wong sopa a la tarda a McDonald's on es troba amb una prostituta excèntrica i entremaliada anomenada "Blondie" (Karen Mok) pels seus cabells ros tenyits, que s'asseu al seu costat i el convida al seu apartament. Mentre passen temps junts, capturats en escenes boges i salvatges, l'escena es juxtaposa a l'assistent del sicari amb el seu maquillatge glamurós tot tacat, mentre es masturba de nou per calmar els seus nervis molestos, fuma una cigarreta al llit de l'apartament i trenca a plorar.
Mentre passa temps amb el sicari, en Blondie es fa il·lusions que és l'ex-amant que la va deixar per una altra dona (probablement l'ajudant del sicari). Si això és veritat o no, mai es confirma explícitament. Mentrestant, l'assistent del sicari, que viatja a la nit a la xarxa de metro MTR de Hong Kong, passa breument per davant de Blondie en una estació de metro, en la qual ambdues es tornen enrere i es miren, cada dona detecta l'olor de Wong a l'altra. L'assistent del sicari mostra una ràbia visible en la seva expressió, suggerint que coneix la relació i està enamorada amb ràbia i gelosia.
Després que Wong i la seva assistent es tornen a trobar en una escena fosca, ell li diu que vol acabar amb la seva relació comercial. Ella demana que li faci un favor més: un altre treball de matança. En aquest punt, hi ha una clara fractura emocional entre tots dos. Després, Wong decideix trencar la seva relació amb Blondie, deixant-li el cor trencat i en un esclat emocional on el mossega entre la pluja i els crits: "He deixat la meva empremta, d'acord? Pots oblidar la meva cara, però no oblidaràs la meva mossegada". No obstant això, home apàtic, el sicari no se sent culpable per trencar-li el cor. "Per a ella, sóc una escala en el viatge de la seva vida", afirma. "Espero que arribi aviat al seu destí". Amb tota l'emoció possible ara col·locada a la freda línia de treball que és l'assassinat per contracte, el sicari es posa en marxa per la seva última feina d'assassinat. Mentrestant, l'assistent del sicari fa una trucada telefònica que revela la ubicació de Wong als rivals, revelant que la feina és un muntatge. Amb una atmosfera molt tensa present de Wong, una diferència notable de la insistència habitual de Wong en qüestions emocionals per mantenir-se fora de la feina professional, Wong beu alcohol i es prepara al bany per a un enfrontament tens, però Wong és assassinat mentre intentava dur a terme la feina. Per`p Wong està content que finalment hagi pogut aconseguir el lliure albir: el lliure albir per prendre les seves pròpies decisions i morir.
A la segona trama, la densa i caòtica Chungking Mansions on viu l'agent del sicari també és la llar d'Ho Chi-mo (Takeshi Kaneshiro), un exconvicte que ha fugit de la presó i fugi de la policia. Reconeixent els seus antecedents comuns en el crim, ella l'ajuda a eludir la policia quan el busquen. Ho calla i viu amb el seu pare. Per feina, irromp en negocis d'altres persones a la nit i ven els seus béns i serveis, sovint per la força a clients poc disposats. Es troba amb la mateixa noia a la nit, Charlie. Cada vegada que es troben, ella plora a l'espatlla i li explica la mateixa història de sanglots. El seu exnòvio, Johnny, la va deixar per una noia anomenada Blondie. Ella demana la seva ajuda per buscar Blondie. Ho Chi-mo s'enamora. Més tard, ella l'aixeca i ell canvia de maneres, començant una relació d'amistat i treball amb un gerent de restaurant. Comença a filmar coses al seu voltant amb una càmera de vídeo. Mor el seu pare; torna a caure en hàbits abusius, arribant a tallar els cabells a un home la família al qual el va obligar en el passat a menjar una quantitat excessiva de gelat. Ell i Charlie no es posen en contacte durant uns mesos, però es topen mentre ell es fa passar pel propietari d'un negoci. Porta un uniforme d'hostessa i té una nova relació. Ella no el reconeix.
Un temps després, l'ajudant del sicari està asseguda sola. Dona habitualment associada amb el glamour grunge amb què es vesteix, ara sembla un embolic desordenat, sense maquillatge. Comenta com, després d'haver decidit no tornar-se a involucrar mai més personalment amb les seves parelles després de la mort de Wong, ha estat patint un llarg període de depressió. A prop d'ella al mateix cafè, per casualitat, Ho Chi-mo també està assegut sol quan una banda local l'ha colpejat, cosa que l'agent del sicari observa, i suggereix que després de la mort del seu pare, Ho Chi-mo ha tornat als seus hàbits abusius anteriors. Els dos són clarament ombres d'ells mateixos; aquests desenvolupaments són regressions per a aquests personatges: autèntics "àngels caiguts". Després de ser colpejat, l'assistent del sicari s'adona que l'ex convicte sent la mateixa sensació de pèrdua que ella, amb una guspira silenciosa entre ells que senten tots dos. Després d'ajudar-lo a aixecar-se de ser colpejat, l'excondemnat ofereix a l'ajudant que torni a casa amb la seva moto. Comenta que, tot i que no hi ha química -deixarien passar massa possibilitats- encara hi ha algun tipus de connexió. Mentre passegen per Hong Kong a primera hora en una alternança de càmeres frenètics i càmera lenta pixelada, travessen el Túnel Cross-Harbour en escenes evocadores de les de Ho Chi-mo i Charlie anteriors a la pel·lícula. a l'horitzó de Hong Kong, amb la seva llum del matí el primer i únic exemple de dia a la pel·lícula. L'assistent del sicari comenta que tot i que és només un moment i que fa temps que no ha estat a prop d'un home, gaudeix de la calidesa que aporta en aquest moment.

## Repartiment
- Leon Lai com a Wong Chi-ming, el sicari
- Michelle Reis com a agent/assistent del sicari
- Takeshi Kaneshiro com a Ho Chi-mo, l'ex convicte mut (He Zhiwu en mandarí)
- Charlie Yeung com a Charlie
- Karen Mok com a Situ Hui-Ling, coneguda com "Blondie"
- Chan Fai va penjar com l'home obligat a menjar gelat
- Chan Man-lei com el pare de Ho Chi-mo
- Toru Saito com a Sato, el propietari del restaurant japonès
- Benz Kong com a Ah-Hoi, el company de classe de la infància del sicari

## Desenvolupament i producció
Originalment concebuda per Wong com la tercera història de Chungking Express de 1994 que involucrava a un sicari malalt d'amor, es va tallar després que va decidir que estava completa sense ella i que el to del contingut més dement no era adequat per al Chungking Express més alegre. Wong Kar-wai també va explicar que havia tingut tant plaer en fer la primera història de Chungking Express que va sentir que havia fet que la pel·lícula fos massa llarga i, per tant, va decidir saltar-se la tercera història en publicar Chungking Express. Després del llançament de Chungking Express, Wong va assenyalar que la història d'un sicari enamorat encara li interessava, i per això va decidir convertir-la en Fallen Angels. Wong també va decidir "invertir el gènere" en els atributs dels papers de la seva nova pel·lícula, amb els atributs de Brigitte Lin que empunyaven les armes a Chungking Express es manifestaven en el sicari que interpretaria Leon Lai, mentre que l'entrada furtiva de Faye Wong a Chungking Express a altres apartaments va ser revertida pel fet que el personatge de Takeshi Kaneshiro es va colar a les botigues i negocis a Fallen Angels.
En canvi, va decidir desenvolupar encara més la història en el seu propi llargmetratge i va agafar en préstec elements de Chungking Express, com ara temes, ubicacions i mètodes de rodatge. Volent també intentar diferenciar-lo de Chungking i provar alguna cosa nova, Wong va decidir juntament amb el director de fotografia Christopher Doyle rodar principalment a la nit i utilitzant lents gran angular extrem, mantenint la càmera tan a prop de la lents com fos possible per donar un efecte separat del món que els envolta.
Molts dels dispositius de trama estan relacionats amb els desplegats en el seu predecessor Chungking Express. La distorsió gran angular de les imatges crea un efecte de distància en proximitat, transmetent la solitud dels personatges. Les imatges són frenètiques, desenfocades i il·luminades al neó. En lloc de basar-se en diàlegs, la història es narra a través de les veus en off dels personatges. L’ús de cançons pop a la pel·lícula també va rebre amplis comentaris.
També hi ha l'ús de diferents estocs de pel·lícula al llarg de la pel·lícula i també una sèrie d'escenes en què la pel·lícula canvia a insercions en blanc i negre cobertes amb un efecte "soroll" granulat. També hi ha una sensació constant que la càmera de Doyle està present que mai es disfressa, amb un ús meticulós del moviment de la càmera de mà a la pel·lícula. Això "segueix" els personatges mentre es mouen per una escena. La pel·lícula també fa ús de plans "claustrofòbics" que impliquen moviments de càmera ràpids i lents a un ritme frenètic interpolats en llocs caòtics i concorreguts de Hong Kong. Els colors de la pel·lícula també estan distorsionats, amb un distintiu filtre verd que recorda l'estètica grunge dels anys noranta.
Un tema especialment pesat de Fallen Angels és la mateixa ciutat de Hong Kong, amb "fotos enlluernadores" de llocs associats amb Hong Kong dels anys 90, com ara cartells il·luminats amb neó i l'aeroport de Kai Tak, ara tancat, així com l'aeroport de la ciutat. El paisatge visual i la incertesa i les ansietats dels anys noranta presents a la seva població en aquell moment a causa de l'imminent traspàs de Hong Kong a la Xina, aclaparant l'estat d'ànim i la sensació de la pel·lícula. Fallen Angels com a tal s'ha descrit com una "càpsula del temps" de l'època daurada cultural de Hong Kong de mitjan i finals del segle XX abans del seu lliurament a la Xina el 1997. El mateix Wong va declarar que el personatge principal de la pel·lícula és la "ciutat en si".
En una entrevista, Wong va dir això:Plantilla:Citae

## Banda sonora
Típica d'una pel·lícula de Wong Kar-wai, Fallen Angels utilitza àmpliament cançons pop, amb una banda sonora principalment Trip hop que va apel·lar a la popularitat generalitzada del Trip hop el 1994-1995. Inicialment Wong Kar-wai volia utilitzar la música de la banda de trip hop anglesa Massive Attack, però va descobrir que era massa cara, i així va demanar al seu compositor a Hong Kong (Frankie Chan) que compongués una cosa semblant en estil. Com a tal, una pista que es reprodueix de manera destacada al llarg de la pel·lícula és "Because I'm Cool" de Nogabe "Robinson" Randriaharimalala. És una re-orquestració de Karmacoma de Massive Attack, i versiona la cançó. També apareix a la banda sonora de Fallen Angels una versió dream pop de "Forget Him" cantada per Shirley Kwan, una reelaboració del clàssic de Teresa Teng, i una de les poques cançons "contemporànies" de Cantopop que ha utilitzat mai Wong Kar-wai a les seves pel·lícules. A la pel·lícula, el sicari utilitza la cançó per comunicar indirectament el missatge a la seva assistent que vol que "l'oblidi", i també s'utilitza en les escenes posteriors al restaurant McDonald's, on es reprodueix als altaveus del restaurant mentre el sicari i Blondie es troben, una escena juxtaposada per la misèria i la tristesa de l'assistent que plora. A diferència d'altres pel·lícules de Wong, com ara Chungking Express, la banda sonora de Fallen Angels' mostra més 'peces etèries', amb la peça ambient experimental/avantguardista de 1994 "Speak My Language" de l'artista d'avantguarda estatunidenca Laurie Anderson. La cançó s'utilitza en escenes en què l'assistent del sicari visita el bar que freqüenta el sicari i es masturba a la seva habitació per frustració sexual. La cançó, una cançó de mal humor que parla dels vius i dels morts, és emblemàtica de la perspectiva molt desolada de la pel·lícula. A l'escena final, s'utilitza la versió Flying Pickets d’"Only You", descrita com l'única pista de la pel·lícula que expressa esperança, ja que l'assistent del sicari i l'ex convicte troben l'oportunitat d'escapar de la nit aparentment perpètua de la pel·lícula, i mentre acaben la pel·lícula buscant la redempció emocional en la seva pèrdua compartida i la sortida del sol que emergeix sobre l'horitzó de Hong Kong. La banda sonora oficial de la pel·lícula es va publicar originalment en CD l'any 1995, però des de llavors s'ha tornat a llançar ocasionalment.

## Recepció crítica
Fallen Angels es va estrenar el setembre de 1995, estrenant-se al Festival Internacional de Cinema de Toronto, on va rebre un èxit de crítica considerable i es va convertir en el focus del festival pel seu notable estil visual.
Al Chicago Sun-Times, Roger Ebert va donar a Fallen Angels tres estrelles de les quatre possibles. Ebert va afirmar que la pel·lícula va atreure un grup de públic incloent estudiants d'art, "el tipus de gent que veus a la secció d'animació japonesa de la botiga de vídeos, amb les mànigues tallades perquè puguis veure els seus tatuatges", i "els que s'hi subscriuen a més que tres revistes de cinema", però resultaria inadequat per a un espectador mitjà. Stephen Holden de The New York Times va dir que la pel·lícula es basava més en estil que en substància i va escriure: "Tot i que la història pren un gir tràgic, la pel·lícula se sent tan ingràvida com la música pop que fa que els seus inquiets passejants de mitjanit travessin la ciutat com figures de joguina electrònica en una sala de jocs arcade."

A Village Voice, J. Hoberman va escriure:
| « | L'apogeu del neo-nou-wavisme, el màxim en l'alienació de MTV, la pel·lícula visualment més voluptuosa de la fin de siècle, una meravella pirotècnica sobre misteri, solitud, i l'amor irracional per les pel·lícules que porta l'estil de Wong a la vora de l'autoparòdia. | » |

Hoberman i Amy Taubin van col·locar Fallen Angels a les seves llistes de les 10 millors pel·lícules de la dècada, i l'enquesta dels crítics de final de dècada de Village Voice va situar Fallen Angels al número 10, el millor rànquing de qualsevol pel·lícula de Wong Kar-wai.
Rotten Tomatoes va informar que el 95% dels crítics han donat a la pel·lícula una crítica positiva basada en 22 crítiques, amb una valoració mitjana de 7,90/10. A Metacritic, la pel·lícula té una puntuació mitjana ponderada de 71 sobre 100 basada en 13 crítiques, que indica "crítiques generalment favorables".
L'autor Stephen Teo, al llibre Wong Kar-wai: Auteur of Time, considera Fallen Angels la pel·lícula més social i política de Wong. Mentrestant, Peter Brunette va afirmar que l'estructura no lineal i la cinematografia "antirealista i hiperestilitzada" de Fallen Angels i el seu predecessor Chungking Express apuntaven cap al futur del cinema. Els estudiosos Justin Clemens i Dominic Pettman van comentar els aspectes socials i polítics de Fallen Angels: en retratar la solitud, l'alienació i la indecisió dels personatges, la pel·lícula representa una metàfora del clima polític de l'Hong Kong contemporani, el final imminent del domini britànic i la transició al domini xinès el 1997. El crític Thorsten Botz-Bornstein va destacar Fallen Angels com una pel·lícula que representava l'atractiu peculiar de Wong tant per al públic tradicional "oriental" com per al públic "occidental"; retrata Hong Kong amb una "modernitat postcolonial" mostrada a través apartaments, transport públic, salons de fideus que eren emblemàtics del consumisme asiàtic modern. D'una banda, aquests elements no es podrien anomenar amb raó "tradicionalment asiàtics"; de l'altra, el públic occidental veia aquests elements amb una curiositat sorprenent.

## Taquilla
La pel·lícula va guanyar 7.476.025 HK$ durant la seva distribució a Hong Kong.
El 21 de gener de 1998, la pel·lícula va començar una sèrie limitada de cinema estatunidenc a través de Kino International, amb una recaptació de 13.804 dòlars EUA el cap de setmana d'estrena en un cinema estatunidenc. L'última recaptació teatral nord-americana va ser de 163.145 dòlars EUA.
El 2004, la companyia de distribució australiana Accent Film Entertainment va llançar una versió remasteritzada de la pel·lícula en pantalla ampla millorat per a pantalles 16x9.

## Mitjans domèstics i streaming
Kino International, que inicialment va distribuir la pel·lícula en DVD, va preparar una reestrena de la pel·lícula a partir d'una nova transferència d'alta definició l'11 de novembre de 2008. Kino va estrenar la pel·lícula en Blu-ray l'any 2008. Amèrica el 26 de març de 2010. Des de llavors s'ha exhaurit.
The Criterion Collection va aplegar la pel·lícula i va estrenar un nou Blu-ray el 23 de març de 2021 en una col·lecció de 7 pel·lícules de Wong Kar-wai.
A més, Fallen Angels podria haver estat publicada anteriorment a FilmStruck (tancat el 2018) i actualment està disponible al canal de servei de subscripció a The Criterion Collection. El maig de 2019, Wong Kar Wai va anunciar que totes les seves pel·lícules serien remasteritzades pel seu estudi de producció, Jet Tone Productions, i es distribuirien als Estats Units a través de Janus Films i la Col·lecció Criterion. Va ser llançat al Regne Unit en DVD i Blu-ray per Artificial Eye.

## Premis i nominacions
| Premis i nominacions                                        | Premis i nominacions                     | Premis i nominacions         | Premis i nominacions |
| Cerimònia                                                   | Categoria                                | Recipient                    | Resultat             |
| ----------------------------------------------------------- | ---------------------------------------- | ---------------------------- | -------------------- |
| 15ns Hong Kong Film Awards                                  | Millor pel·lícula                        | Fallen Angels                | Nominat              |
| 15ns Hong Kong Film Awards                                  | Millor director                          | Wong Kar-wai                 | Nominat              |
| 15ns Hong Kong Film Awards                                  | Millor actriu secundària                 | Karen Mok                    | Guanyador            |
| 15ns Hong Kong Film Awards                                  | Millor actor revelació                   | Chan Man-lei                 | Nominat              |
| 15ns Hong Kong Film Awards                                  | Millor fotografia                        | Christopher Doyle            | Guanyador            |
| 15ns Hong Kong Film Awards                                  | Millor muntatge                          | William Chang, Wong Ming-lam | Nominat              |
| 15ns Hong Kong Film Awards                                  | Millor direcció d'art                    | William Chang                | Nominat              |
| 15ns Hong Kong Film Awards                                  | Millor disseny de vestuari i maquillatge | William Chang                | Nominat              |
| 15ns Hong Kong Film Awards                                  | Millor banda sonora                      | Frankie Chan, Roel A. Garcia | Guanyador            |
| 32ns Premis de Cinema Golden Horse                          | Millor muntatge                          | William Chang, Wong Ming-lam | Guanyador            |
| 32ns Premis de Cinema Golden Horse                          | Millor direcció d'art                    | William Chang                | Nominat              |
| 32ns Premis de Cinema Golden Horse                          | Millor fotografia                        | Christopher Doyle            | Nominat              |
| 32ns Premis de Cinema Golden Horse                          | Millor banda sonora original             | Frankie Chan                 | Nominat              |
| 2ns Premis del a Societat de Crítics de Cinema de Hong Kong | Pel·lícula de mèrit                      | Fallen Angels                | Guanyador            |
| 1rs Premis Golden Bauhinia                                  | Millor pel·lícula                        | Fallen Angels                | Nominat              |
| 1rs Premis Golden Bauhinia                                  | Millor actor                             | Takeshi Kaneshiro            | Nominat              |
| 1rs Premis Golden Bauhinia                                  | Millor actriu                            | Michelle Reis                | Nominat              |
| 1rs Premis Golden Bauhinia                                  | Millor actor secundari                   | Chan Fai-hung                | Nominat              |
| 1rs Premis Golden Bauhinia                                  | Millor actriu secundària                 | Karen Mok                    | Guanyador            |
| 1rs Premis Golden Bauhinia                                  | Millor actriu secundària                 | Charlie Yeung                | Nominat              |
| 1rs Premis Golden Bauhinia                                  | Millor fotografia                        | Christopher Doyle            | Guanyador            |
| 1rs Premis Golden Bauhinia                                  | Premi Omega a la millor creativitat      | Fallen Angels                | Nominat              |